# 今日の誓い
「今日の誓い」（きょうのちかい、原題 : Things We Said Today）は、ビートルズの楽曲である。1964年にシングル盤『ア・ハード・デイズ・ナイト』のB面曲として発売され、同名のオリジナル・アルバムにも収録された。レノン＝マッカートニー名義となっているが、ポール・マッカートニーによって書かれた楽曲。アメリカではキャピトル・レコードから発売された編集盤『サムシング・ニュー』の収録曲として発売された。BBCラジオ用に2回演奏が録音されているほか、1964年の北米ツアーでは短縮されたアレンジで演奏されている。
マッカートニーは、ヴァージン諸島でガールフレンドのジェーン・アッシャーとともに休暇を過ごしているときに本作を書いた。歌詞は、2人の間に距離がありながらも、彼女を愛する気持ちを歌ったもの。後にマッカートニーは、本作について「いつの日にか今日ここで2人が誓ったことを思い出したりするんだろうなぁという未来の視点から今の2人を振り返ってるから、ノスタルジックな曲になった」と説明している。本作では、クラシック音楽やジャズにおける典型的なコードが使用されている。
「今日の誓い」は、複数の音楽評論家から肯定的な評価を得ている。一部の評論家は、本作の様式がマッカートニーよりもジョン・レノンのそれに近いと表現しており、レノン作の「アイル・ビー・バック」と比較している評論家も存在する。また、歌詞についてマッカートニーとアッシャーとの関係の複雑さと関連していると解釈する評論家も存在する。

## 背景・曲の構成

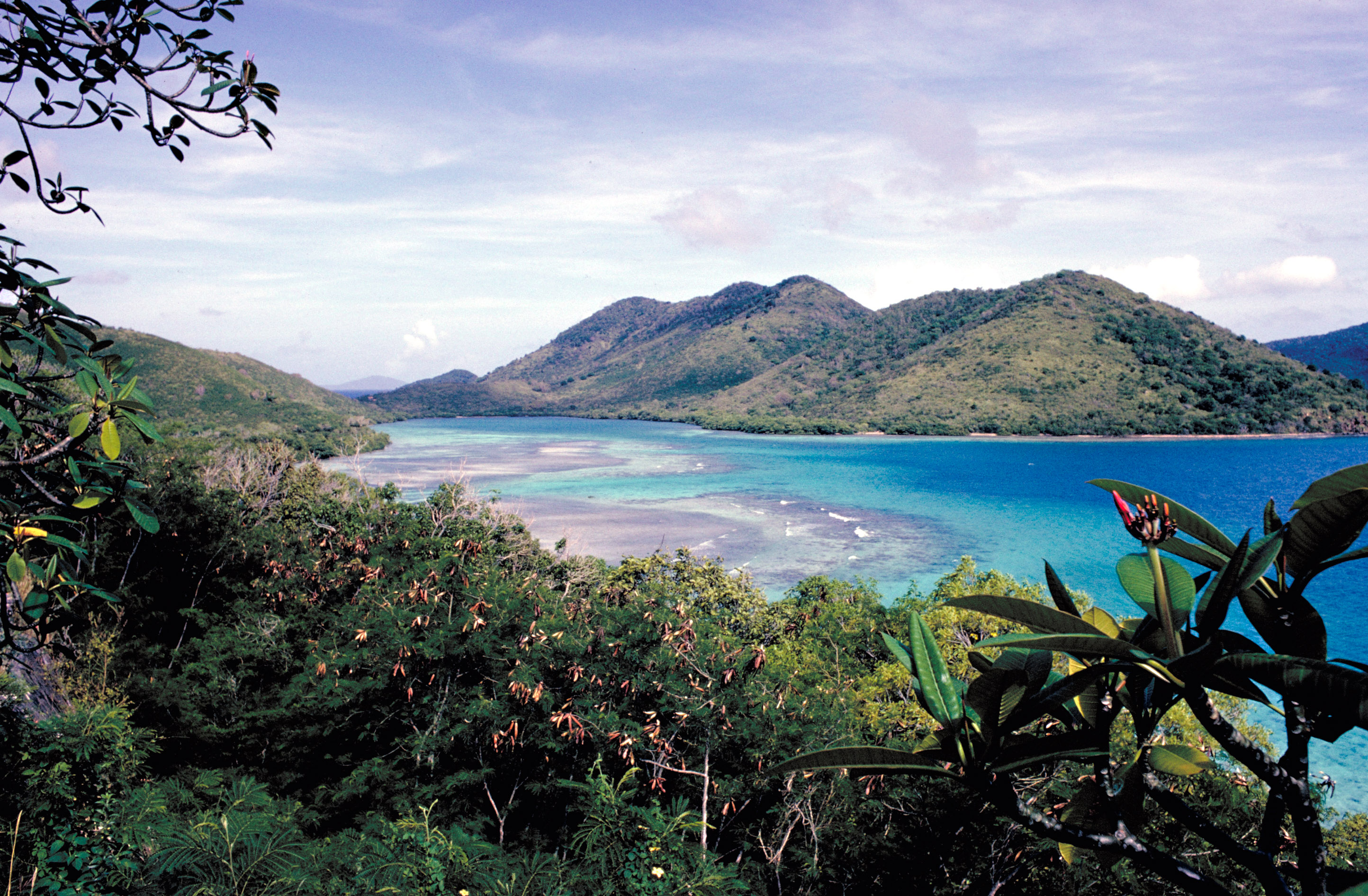
ヴァージン諸島。1964年5月、マッカートニーはこの地で「今日の誓い」を書いた。

1964年5月、ヴァージン諸島で休暇を過ごしていたポール・マッカートニーは「今日の誓い」を書いた。マッカートニーとガールフレンドのジェーン・アッシャーは、リンゴ・スターとそのガールフレンドのモーリン・コックスとともに、1か月にわたってセント・トーマス島を旅行していた。音楽評論家のイアン・マクドナルドは「キャリアを積んだ2人の人間関係のもどかしさから生まれた陰鬱な歌詞が、沈みゆくような曲の暗さとマッチしている」と評している。乗組員を伴ったプライベートヨットを借り、4人は釣り、水泳、カリプソの鑑賞を楽しんだ。マッカートニーは、練習を続けることを目的に安いアコースティック・ギターを購入し、ある日の午後、船酔いによる症状をやわらげるために弾いていた。ファン雑誌『The Beatles Monthly Book』の1964年7月の記事の中で、マッカートニーは「そこの雰囲気には、夜ごとに新しい曲を書きたくなるようななにかがあったんだ」と語っている。
「今日の誓い」は主にAナチュラルマイナースケールかつ、4分の4拍子（コモン・タイム）で演奏される。トランジションは、ハーモニーの変化とアコースティック・ギターのカデンツァで特徴づけられている。本作では、クラシック音楽やジャズにおける典型的なコードが使用されている。音楽学者のアラン・W・ポラック曰く「メロディーとハーモニーの双方にさらなる味付けを加える」B♭コードを曲全体に含んでおり、ポラックは「エキゾチックなフリギア旋法を示唆している」としている。このコードは、曲が始まって23秒ほどの箇所で確認できる。
歌詞は、2人の間に距離がありながらも、語り手が彼女への愛を確認するという内容になっている。本作についてマッカートニーは「アコースティック・ギターで作った曲さ。いつの日にか今日この場所で2人が誓ったことを思い出す…未来に起こるかもしれないことに言及して、今この瞬間をノスタルジックなものにするんだ。いいたくらみだったと思ったよ」と語っている。マッカートニーは、「Someday when I'm lonely wishing you weren't so far away（いつの日か、寂しさのあまり、きみがそばにいてくれたらと願うとき）」というフレーズにおけるFマイナーからB♭マイナーへの転調に満足している。
音楽学者のウォルター・エヴェレットは、「マイナーコードをかき鳴らすアコースティック・ギター」と「ボーカルのアルペジオ奏法」が、ボブ・ディランが1963年に発表した楽曲「戦争の親玉」を連想させるとする一方で、「歌詞は世界観からして離れている」と書いている。エヴェレットは、ジョージ・ハリスンがアルバム全体を通してリッケンバッカー・360/12を弾いている一方で、本作のヴァースではグレッチ・カントリー・ジェントルマンを弾いていることについて言及している。

## レコーディング
ビートルズは、1964年6月2日に「今日の誓い」を含む『ハード・デイズ・ナイト』用の楽曲を数曲録音した。レコーディングは、EMIレコーディング・スタジオのスタジオ2で行なわれ、バランス・エンジニアのノーマン・スミスのサポートのもとでジョージ・マーティンがセッションのプロデュースを手がけた。テイク1の出だしで演奏ミスをした後、ボーカルを含むテイク2を録音。その後、テイク2に対してマッカートニーはボーカル、スターはタンバリン、ジョン・レノンはピアノをオーバー・ダビングし、これがテイク3となった。翌日、トラックに対して不特定のオーバー・ダビングされた。
1964年のワールドツアーによりビートルズが不在であった間、マーティンはスミスとともにEMIレコーディング・スタジオでミキシングを行ない、6月9日にEMIレコーディング・スタジオのスタジオ3でテイク3から「今日の誓い」のモノラル・ミックスを作成。同月22日に本作を含むアルバムに収録の数曲のステレオ・ミックスを作成した。いずれのミックスでも、レノンによるピアノのオーバーダブはカットされているが、録音時に他のマイクに入った音がわずかながら確認できる。

## リリース・評価
パーロフォンは、「今日の誓い」を1964年7月10日にイギリスでシングル『ア・ハード・デイズ・ナイト』のB面曲として発売した。同日にはアルバム『ハード・デイズ・ナイト』も発売され、本作は「ぼくが泣く」と「家に帰れば」の間の10曲目に収録されている。シングルは4週連続で第1位を獲得し、アルバムは21週にわたって第1位を獲得した。アメリカでは、キャピトル・レコードがアルバムの一部の楽曲をカットしたうえで、シングル曲を収録するなどの再構成を行なっていた。そのうえ、アメリカにおいてアルバム『ハード・デイズ・ナイト』はユナイテッド・アーティスツ・レコードから映画で使用された楽曲のみを集めたサウンドトラックとして発売され、本作は未収録となった。その代わりに本作は1964年7月20日に発売された『サムシング・ニュー』の「ぼくが泣く」と「エニイ・タイム・アット・オール」の間の2曲目に収録されている。『サムシング・ニュー』は、ユナイテッド・アーティスツ・レコードから発売された『ハード・デイズ・ナイト』に次ぐ第2位を記録した。マッカートニーとレノンは本作を好んでおり、特にマッカートニーは「洗練された小曲」と称している。
アルバム『ハード・デイズ・ナイト』は、レノンが書いた楽曲が大半を占めていて、同作に収録されたマッカートニーが書いた楽曲は、本作と「アンド・アイ・ラヴ・ハー」と「キャント・バイ・ミー・ラヴ」の3曲のみとなっている。このような内訳となっているが、音楽評論家のマーク・ハーツガードは、マッカートニーが書いた3曲は、レノンの作曲による貢献と等しいとし、アルバム内の「傑作」といえる5曲のうちの1つとして本作を挙げている。音楽評論家のウィルフレッド・メラーズは、本作について「ビートルズの最も深く美しい曲」と評し、伝記作家のジョナサン・グールドは、本作を「暗く美しいラブソング」と表現している。
伝記作家のクリス・インガムは、本作を「巧妙で、忘れられない曲」と表現し、レノン作の『アイル・ビー・バック』と同じ「マイナー・メジャーの両面性」を示していると述べている。『ロックの殿堂』のハワード・クレマ―も本作を「アイル・ビー・バック」と比較し、いずれも「わずかに憂鬱な響き」を持っていて、18か月後に発売される『ラバー・ソウル』で聴かれる音楽様式を予感させると述べている。『オールミュージック』のリッチー・アンターバーガーは、本作が「当時のマッカートニーの最も成熟した曲」であると主張し、「後から考えると、そのすばやくかき鳴らしたアコースティック・ギターの三連符は、バンドがフォークロックに転向したことを示している」と書いている。音楽評論家のイアン・マクドナルドは、本作の様式はマッカートニーよりもレノンのそれに近いとし、後に発売されたアルバム『ビートルズ・フォー・セール』で「どぎつく劇的なコントラストのモデルを確立した」と書いている。
バリー・マイルズは、マッカートニー公認の伝記『Many Years from Now』の中で、「アンド・アイ・ラヴ・ハー」と同じくアッシャーとの関係と、多忙により頻繁に別居していたことからインスピレーションを得た楽曲と書いている。マクドナルドも、本作の歌詞はマッカートニーとアッシャーの関係の悪化に触発されたものと書いている。

## BBCラジオやライブでの演奏
1960年代のイギリスの法律により、BBCラジオは特にメディア用に録音された素材を再生することを強制されていた。この慣習に従い、ビートルズは7月14日と17日に、BBCラジオ用に「今日の誓い」のレコーディングを行った。前者は、7月16日にBBC Radio 1の番組『Top Gear』で放送され、イギリスとアメリカでそれぞれ1994年11月30日と12月6日に発売された『ザ・ビートルズ・ライヴ!! アット・ザ・BBC』に収録された。このアルバムは全英アルバムチャートで第1位、Billboard 200で最高位3位を記録した。
ビートルズは、1964年に行われた北米ツアーで本作の短縮バージョンを演奏。キャピトル・レコードは、ビートルズのライブ・アルバムをアメリカ市場で発売することを計画し、1964年8月23日にハリウッド・ボウルのコンサートでの演奏を録音したが、発売するには音質が悪いということから一度断念。1977年、キャピトル・レコードは1965年8月30日のコンサートで録音した分も含めて、マーティンとエンジニアのジェフ・エメリックにテープの再編集を依頼。EMIは、1977年5月6日にライブ・アルバム『ザ・ビートルズ・スーパー・ライヴ!』を発売し、本作を「キャント・バイ・ミー・ラヴ」と「ロール・オーバー・ベートーヴェン」の間の6曲目に収録した。2016年9月9日にアップル・レコードから同作のリマスター盤が『ライヴ・アット・ザ・ハリウッド・ボウル』に改題して発売された。ビートルズの伝記作家であるロバート・ロドリゲスは、本作を「見過ごされがちな曲」と表現し、本作のライブ・バージョンには「にぎやかなブリッジ」が含まれていると書いている。

## クレジット
※出典
- ポール・マッカートニー - ダブルトラックのリード・ボーカル、ベース
- ジョン・レノン - アコースティック・ギター（リズムギター）、ピアノ
- ジョージ・ハリスン - リードギター
- リンゴ・スター - ドラム、タンバリン

## カバー・バージョン
- ジャッキー・デシャノン - 1978年にシングル盤として発売。『ビルボード』誌のAdult Contemporaryチャートで最高位35位を記録した[49]。
- ポール・マッカートニー - 1989年9月26日のオスロ公演で初めてセルフカバーし[50]、度々ライブで演奏している。『オフ・ザ・グラウンド (ザ・コンプリート・ワークス)』、『ポール・マッカートニー・ライブ!!』、『ポール・マッカートニー・ライブ・ハイライツ!!』などの作品にライブ音源が収録された[50]。
- ゴードン・ハスケル - 1996年に発売された『Butterfly in China』に収録[51]。
- ボブ・ディラン - 2014年に発売されたトリビュート・アルバム『The Art of McCartney』に収録[52]。